# Bathythrix carinata
Bathythrix carinata là một loài tò vò trong họ Ichneumonidae.